# Network Computer Reference Profile
Het Network Computer Reference Profile (NCRP) was een specificatie uit 1996 voor een netwerkcomputer (NC), die opgesteld werd door Oracle Corporation en onderschreven werd door een consortium van bedrijven, waaronder Sun Microsystems, IBM, Apple Computer en Netscape.

## Specificaties

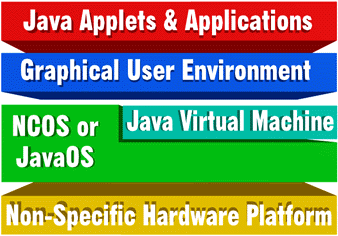
Onderdelen van het NCRP

NCRP specificeerde minimale hardwarevereisten en softwareprotocollen. De minimale hardwarevereisten waren een schermresolutie van minstens 640×480 pixels (VGA), een audio uitgang, een aanwijsapparaat en de mogelijkheid voor tekstinvoer. Tot de softwarevereisten behoorden ondersteuning van op IP gebaseerde protocollen (zoals TCP/IP en FTP), www-standaarden (HTTP, HTML, Java), e-mailprotocollen, multimediabestandsformaten en beveiligingsstandaarden.
De gebruikte besturingssystemen waren NCOS of JavaOS. 
Hoewel NCRP aanvankelijk bedoeld was om het concept van een schijfloos werkstation te promoten, sloot het computers met extra mogelijkheden niet uit. Daardoor voldeden gewone personal computers eigenlijk ook aan de NC-referentievereisten.

## StrongARM en Intel
Aanvankelijk was het referentieprofiel sterk gebaseerd op het gebruik van de StrongARM-processor. Na enkele maanden realiseerde Oracle's CEO Larry Ellison zich echter dat zijn netwerkcomputerstrategie weinig kans van slagen zou hebben als constructeurs van goedkope systemen op basis van Intel-processoren niet mee aan boord waren.

## Opties
Veel NC's werkten via protocollen zoals BOOTP, DHCP, RARP en NFS.
Zowel voor ISP-gebonden als LAN-gebaseerde toestellen die voldeden aan de NC-referentievereisten was een smartcard-optie beschikbaar. Hierdoor kon gebruikersauthenticatie op een veilige manier worden uitgevoerd, waarbij SSL voor de transportbeveiliging zorgde. De smartcard bood ook minimale lokale opslag voor ISP-inbelinstellingen. Deze configuratiegegevens waren niet vereist voor LAN-gebaseerde NC's.